# أرماندو كوستا (لاعب كرة قدم)
أرماندو كوستا (20 يوليو 1949 في البرتغال - 7 ديسمبر 2012) هو لاعب كرة قدم برتغالي في مركز الوسط. لعب مع Buffalo Stallions ‏.